# Крюков, Евгений Александрович
Евгений Александрович Крюков (1 января 1995, Тигрицкое, Минусинский район, Красноярский край) — российский биатлонист, чемпион России. Мастер спорта России.

## Биография
В детстве занимался разными видами спорта — легкая атлетика, футбол, волейбол, баскетбол. Первым тренером по лыжным гонкам стал учитель физкультуры из с. Тигрицкое Александр Исаков. С 2010 года занимался в Дивногорском училище олимпийского резерва. На взрослом уровне выступает за «Академию биатлона», представляет Красноярский край.

### Юниорская карьера
Неоднократно был победителем первенств России в младших возрастах по биатлону и летнему биатлону.
В сезоне 2015/16 участвовал в юниорском Кубке IBU, стартовал в четырёх гонках и одержал одну победу — в спринте на этапе в Валь-Мартелло.
Участник чемпионата Европы среди юниоров 2016 года в Поклюке, занял 13-е место в индивидуальной гонке, а в спринте и гонке преследования был в четвёртом десятке.

### Взрослая карьера
На чемпионате России 2018 года стал обладателем золотой медали в гонке патрулей в составе команды Красноярского края.